# Satay

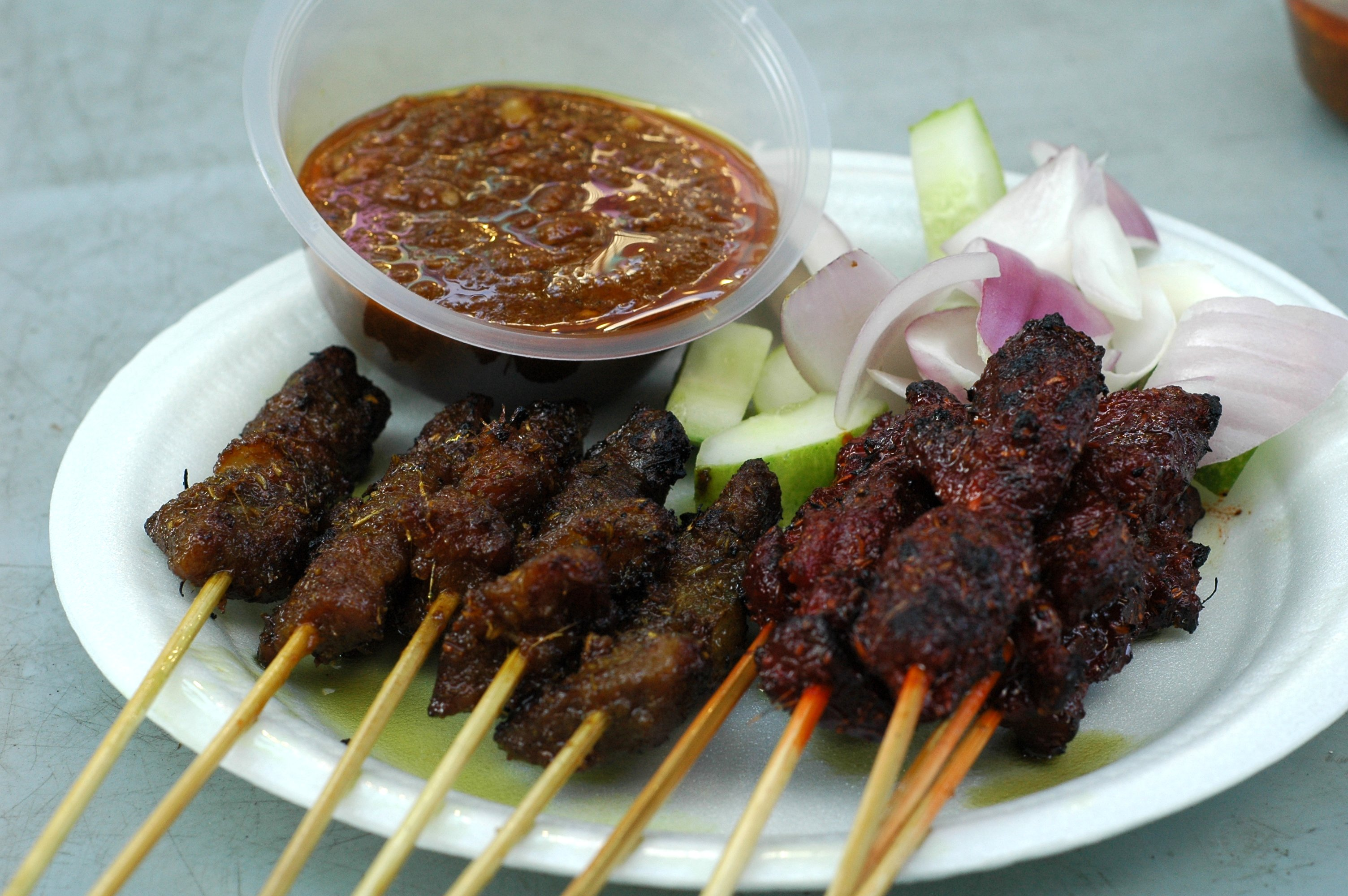
Singapore satay serverad med jordnötssås, gurka och lök

Satay är marinerat kött på grillspett, som vanligen serveras med en kryddig jordnötssås, ofta tillsammans med ketupat (riskakor). Satay kan bestå av till exempel fårkött, nötkött , fläsk, fisk, andra sorters kött eller tofu. Traditionellt används grillspett från mittnerven av kokospalmblad, men även bambuspett används. Gurkmeja är en nödvändig beståndsdel för att marinera satay, vilket ger rätten dess karaktäristiska gula färg.
Satay har sitt ursprung från Java i Indonesien men förekommer nästan överallt i Indonesien, där det har blivit en nationalrätt. Indonesiens olika etniska grupper har givit upphov till en mängd olika typer av satay. Det är även populärt i många andra länder i Sydostasien, till exempel i Malaysia, Singapore, Brunei och Thailand liksom i Nederländerna, då Indonesien är en f.d. nederländsk koloni.
Liknande rätter är japanska yakitori, shish kebab från Turkiet, saschlik från Kaukasus, chuanr från Kina och sosatie från Sydafrika.